# Aulacodes mesoscialis
Aulacodes mesoscialis là một loài bướm đêm trong họ Crambidae.